# Бугендана (комуна)
 Бугендана — одна з комун провінції Гітега, у центральному Бурунді. Центр — однойменне місто Бугендана. У 2007 році 2 селища комуни було електрифіковано.